# Епархия Симлы и Чандигарха
Епархия Симлы и Чандигарха (лат. Dioecesis Simlensis et Chandigarhensis) — епархия Римско-Католической церкви c центром в городе Симла, Индия. Епархия Симлы и Чадигарха входит в митрополию Дели. Кафедральным собором епархии Симлы и Чандигарха является церковь святых Михаила и Иосифа в городе Симла. В городе Чандигарх находится сокафедральный собор Христа Царя.

## История
4 июня 1959 года Римский папа Иоанн XXIII выпустил буллу Indicae genti, которой учредил епархию Симлы, выделив её из архиепархии Дели и Симлы (сегодня — Архиепархия Дели).
12 мая 1964 года епархия Симлы была переименована в епархию Симлы и Чандигарха.

## Ординарии епархии
- епископ John Burke (4.06.1959 — 3.08.1966);
- епископ Alfred Fernández (13.04.1967 — 25.06.1970) — назначен епископом Аллахабада;
- епископ Gilbert Blaize Rego (11.03.1971 — 10.11.1999);
- епископ Gerald John Mathias (22.12.1999 — 8.11.2007) — назначен епископом Епархия ЛакхнауЛакхнау;
- епископ Ignatius Loyola Mascarenhas (10.02.2009 — по настоящее время).

## Источник
- Annuario Pontificio, Ватикан, 2007
- Булла Indicae genti, AAS 51 (1959), стр. 884  (лат.)